# Поэма о невинном страдальце
«Поэма о невинном страдальце» (аккад. ludlul-bēl-nēmeqi — «Я восхвалю господа мудрости») — месопотамская поэма, написанная на аккадском языке от первого лица.

## Сюжет
Главный герой, Шубши-машра-Шаккан (1-я пол. 2 тыс. до н. э.), чтит всех своих богов, но несправедливо страдает от множества болезней. Он размышляет, что, возможно, то, что хорошо человеку, для богов является злом, и наоборот. В итоге, Мардук избавляет его от мучений.

## Анализ
Уильям Моран назвал поэму гимном благодарения Мардуку за выздоровление от болезни. Кроме того, поэму праведного страдальца называют вавилонской книгой Иова.
Поэма написана на четырёх табличках (480 строк). Сохранилась в копии из библиотеке Ашшурбанипала (VII век до н. э.), где она была переписана с оригинала, находившегося в библиотеке Ниппурского храма.
Первое (уже устаревшее) издание поэмы опубликовано У. Г. Ламбертом в 1960 году (переиздано в 1996 году). Амар Аннус и Алан Ленци приготовили новое издание поэмы для Neo-Assyrian Text Corpus Project. Она опубликована в седьмом томе Государственного архива ассирийского клинописного текста. Новое издание включает в себя таблички, опубликованные Уайзменом, Джорджем и Аль-Рави, Горовицем и Ламбертом, а также несколько других неопубликованных табличек из Британского музея.